# Кунда Євген Васильович
Євген Васильович Кунда (22 лютого 1927, місто Синельникове Синельниківського району, тепер Дніпропетровської області — 5 жовтня 2018, місто Київ) — український радянський партійний діяч. Депутат Верховної Ради УРСР 9—11-го скликань. Член ЦК КПУ в 1976—1990 р.

## Біографія
Закінчив Дніпропетровський інженерно-будівельний інститут.
З 1949 року — інженер будівельного управління, головний інженер деревообробного комбінату тресту «Сталіношахтобуд» Сталінської області. Служив у Радянській армії.
У 1955—1964 роках — начальник дільниці, головний інженер будівельного управління, головний інженер тресту, керуючий тресту «Донецькметалургбуд».
Член КПРС з 1960 року.
У 1964—1967 роках — 1-й заступник начальника Головпридніпровбуду.
У 1967 — вересні 1975 року — завідувач відділу будівництва і промисловості будівельних матеріалів Управління справами Ради Міністрів Української РСР.
У вересні 1975 — 1988 року — завідувач відділу будівництва і міського господарства ЦК КПУ.
Потім — на пенсії в місті Києві.

## Нагороди
- ордени
- медалі
- заслужений будівельник Української РСР